# Карех-Ґуз-е-Іл
Карех-Ґуз-е-Іл (перс. قره‌گوز ایل) — село в Ірані, входить до складу дехестану Південний Назлуй у Центральному бахші шахрестану Урмія провінції Західний Азербайджан.